# Municipio de Saltcreek (Indiana)
El municipio de Saltcreek (en inglés: Saltcreek Township) es un municipio ubicado en el condado de Decatur en el estado estadounidense de Indiana. En el año 2010 tenía una población de 1179 habitantes y una densidad poblacional de 15,24 personas por km².

## Geografía
El municipio de Saltcreek se encuentra ubicado en las coordenadas 39°18′25″N 85°20′28″O / 39.30694, -85.34111. Según la Oficina del Censo de los Estados Unidos, el municipio tiene una superficie total de 77.34 km², de la cual 77,34 km² corresponden a tierra firme y (0 %) 0 km² es agua.

## Demografía
Según el censo de 2010, había 1179 personas residiendo en el municipio de Saltcreek. La densidad de población era de 15,24 hab./km². De los 1179 habitantes, el municipio de Saltcreek estaba compuesto por el 99,49 % blancos, el 0,25 % eran asiáticos y el 0,25 % eran de una mezcla de razas. Del total de la población el 0,17 % eran hispanos o latinos de cualquier raza.